# The Mook, the Chef, the Wife and Her Homer
The Mook, the Chef, the Wife and Her Homer är det första avsnittet av den artonde säsongen av tv-serien The Simpsons, som på svensk tv (TV6) visades första gången 29 oktober 2007. Titeln på avsnittet är en parafras på filmen The Cook, the Thief, His Wife & Her Lover som gjordes 1989.

## Sammanfattning av avsnittet
Efter att det uppdagas att den tystlåtne Michael i Barts klass är son till gangsterbossen Fat Tony gör alla sitt bästa för att behandla honom så artigt som möjligt. Lisa däremot blir vän med Michael och uppmuntrar hans stora intresse - matlagning, trots att Fat Tony vill att Michael tar över familjeverksamheten.

## Handling
Medan Otto kör buss, ser han gruppen Metallica, vars buss verkar ha gått sönder. Han stannar direkt och frågar sig själv om han är drogad, men då dyker en liten drake upp och berättar för honom att det är på riktigt. Han går därför ur bussen för att hämta upp dem.
Bart kapar bussen och kör till skolan, och missar chansen att rocka med Metallica när bandet väljer att åka med Hans Moleman istället. Moleman påstår att han brukade ligga med Lars mormor. Otto, som nu är ilsken för att han inte fått åka med Metallica kommer springande till skolan och slår Bart. Rektor Skinner hindrar Otto från att slå Bart och förbjuder Otto att köra skolbussen. På grund av detta får föräldrarna skjutsa barnen till skolan, och med är också en tystlåten kille, Michael. Michael är utstött och Nelson (som åker med i bussen) retar honom. När Marge kör tillbaka till Michaels hus, för att hämta hans mattebok, kommer hans pappa som visar sig vara Fat Tony, ledaren för Springfields maffia. Sedan Fat Tony gett boken till Michael, blir Nelson rädd och försäkrar Michael att han bara skojade lite när han retades.
Nyheten om Michaels familj sprider sig, och alla försöker undvika dem. Lisa sätter sig bredvid den ensamme Michael i matsalen och de blir vänner. Hon märker att Michael är en talangfull kock och att det verkar vara hans drömyrke. Efter skolan kör Fat Tony barnen hem, men på vägen attackeras de av några som jobbar för Calabresi family, Fat Tonys fiender. Han lyckas bli av med dem och när de anländer till familjen Simpson hus, bjuder Michael över Lisa och hennes familj på middag. När de väl är där, kommer några Calabresis för att prata med Fat Tony. Fat Tony förklarar för dem att om de dödar honom kommer hans son Michael att ta över hans plats och tänka ut en brutal hämnd. Samtidigt serverar Michael sufflé till familjen Simpson. Sedan går han till rummet bredvid och serverar gangstrarna, som älskar maten, men blir överraskade när de får reda på att Michael har gjort den. De börjar genast skratta åt honom och ger sig av. Fat Tony skäller ut Michael för att ha gjort honom till åtlöje inför sina fiender. Plötsligt blir Fat Tony attackerad av en helikopter som körs av hans fiender och som skjuter honom i ryggen.
På sjukhuset ligger Fat Tony medvetslös, och Johnny Tightlips förklarar för de andra att nu när bossen är medvetslös, skulle hans fiender kunna försöka att avsluta sitt jobb. Han förklarar för Michael att han borde fortsätta Fat Tonys jobb. När Michael säger att han inte vill, erbjuder Homer sig att ta över hans pappas jobb. Han och Bart bestämmer sig för att göra skitjobbet. Michael märker hur makten gör Bart och Homer galna. Homer och Bart stjäl en lastbil och de tänker också ut en plan för hur de ska döda Flanders. Michael försöker få stopp på det. En kväll bjuder han in Fat Tonys fiender till Homers garage på middag, där han informerar dem om att de vunnit, de får alla hans pappas territorier om de lovar att inte skada hans eller Lisas familj. De applåderar hans beslut, men dör sedan av maten Michael tillagat. Marge märker att maten är förgiftad, då blir Michael förkrossad eftersom en kocks största mardröm inträffat. Hemma hos Michael gratulerar Fat Tony Michael för att ha eliminerat deras fiender. Utanför frågar Lisa Michael varför han inte berättade sanningen för Fat Tony. Michael säger till henne att aldrig lägga sig i hans jobb. Han går in i nästa rum, där Jimbo Jones, Dolph och Kearney står. Kearney stänger dörren, Lisa öppnar dörren igen och får se att Michael leker med sina leksaksbilar.

## Extra fakta
- I The Seven-Beer Snitch säger Fat Tony att Marge kör hans son hem från skolan ibland och Marge säger att han måste vara Michaels pappa.
- Låten Metallica spelar när de åker bak på Hans Molemans bil är "Master of Puppets" från sitt album med samma namn.
- Krusty the Clown som äger Krusty Burgerrestaurangerna, betalar maffian för att hålla McDonald's och Burger King borta från Springfield.
- När Fat Tony skjutsar barnen till skolan hör man titelsången från tv-serien Sopranos.
- Några Sopranosskådespelare (till exempel Joe Pantoliano och Michael Imperioli) gör rösterna till några av gangsterkaraktärer i den här episoden.
- Fat Tony frågar Milhouse efter ett av sina band att använda för att stoppa bilen. Fat Tony väljer Gustafbandet framför Love Is...bandet. "Jag föredrar katten, han hatar måndagar och det kan vi alla relatera till."
- Fat Tonys hus ska likna Tony Montanas hus från filmen Scarface.
- Fat Tonys son Michael är döpt efter Michael Corleone, son till Don Vito Corleone, i Mario Puzos Gudfaderntrilogi. Hans hår ska också likna Al Pacinos hår i en film.
- I slutet av episoden säger Michael till Lisa: "Fråga mig aldrig om min verksamhet" (Don't ever ask me about my business), som är ett citat från Gudfadern. Rummet där han säger detta är också en kopia från den filmen.
- Homer påstår sig tycka att Hajar som hajar är den bästa gangsterfilmen genom tiderna.
- Fat Tony frågar "Who wants to sleep with the fishes?.. Because I brought this Finding Nemo bedspread!" ("Vem vill sova med fiskarna?.. För jag tog med ett Hitta Nemotäcke!)